# Bloomingburg (Nueva York)
Bloomingburg es una villa ubicada en el condado de Sullivan en el estado estadounidense de Nueva York. En el año 2000 tenía una población de 353 habitantes y una densidad poblacional de 430 personas por km².

## Geografía
Bloomingburg se encuentra ubicada en las coordenadas 41°33′15″N 74°26′22″O / 41.55417, -74.43944. Según la Oficina del Censo, la ciudad tiene un área total de 1 km² (0,4 mi²), de la cual 1 km² (0,4 mi²) es tierra y 0 km² (0 mi²) (0%) es agua.

## Demografía
Según la Oficina del Censo en 2000 los ingresos medios por hogar en la localidad eran de $38,571, y los ingresos medios por familia eran $41,111. Los hombres tenían unos ingresos medios de $35,938 frente a los $21,750 para las mujeres. La renta per cápita para la localidad era de $21,441. Alrededor del 17% de la población estaban por debajo del umbral de pobreza.